# لوره کوللا
لوره کوللا (انگلیسی: Laure Koléla؛ زادهٔ ۸ مارس ۱۹۹۱) بازیکن فوتبال اهل جمهوری کنگو است.
وی همچنین در تیم ملی فوتبال Congo بازی کرده‌است.